# تپه کمردار
تپه کمردار مربوط به هزاره اول قبل از میلاد است و در شهرستان شاهرود، بخش میامی، روستای کمردار واقع شده و این اثر در تاریخ ۲۵ خرداد ۱۳۸۱ با شمارهٔ ثبت ۵۸۶۶ به‌عنوان یکی از آثار ملی ایران به ثبت رسیده است.